# Божидар Карастоянов
 Тази статия е за българския фотограф.  За българския музиковед вижте Божидар Карастоянов (музиковед).  
Божидар Димитров Карастоянов е български фотограф и художник.

## Биография
Роден е в София на 13 октомври 1903 г. в семейството на фотографа Димитър Карастоянов. Потомък на Никола Карастоянов – основоположник на българското книгопечатане и самоковски възрожденец и просветител, и внук на Анастас Карастоянов.
На 22 години, заедно със съпругата си Божанка Божилова, заминава за Париж, за да специализира фотография. Там той учи и работи в ателието на парижкия фотограф Мануел Фрер. В Париж остава година, след което се завръща в София, където се ражда единствената му дъщеря Рени. През 1927 г. заминава със семейството си за Виена, за да продължи образованието си. 
След завръщането си в София през 1928 г. Божидар Карастоянов отваря първото си фотоателие на ул. „Търговска“. През 1930 г. ателието се помещава на ул. „Леге“, а от 1932 до 1934 г. е на бул. „Дондуков“. За известен период ателието се намира на ул. „Добруджа“ № 9. Пред камерата му застават известни български личности от тогавашния столичен елит. Работи като фото журналист и придворен фотограф на цар Борис III. Като придворен фотограф той единствен заснема сватбата на царя и царица Йоанна Савойска в Асизи. 
Главна дирекция на Кинематографията към Министерски съвет удостоява Божидар Карастоянов със званието „Художник-фотограф“. Освен с фотография се занимава и с кинооператорство, заснема няколко кратки документални очерци и наблюдения. През 1948 г. е изселен в Плевен. Там продължава да твори, а също и открива друга своя дарба-рисуването.